# Liste der Ehrenbürger von Kempten (Allgäu)

Wappen der Stadt Kempten (Allgäu)

Die Ehrenbürgerwürde ist die höchste kommunale Auszeichnung der Stadt Kempten (Allgäu). Mit ihr werden Bürger ausgezeichnet, die sich Verdienste um die Stadt und das Gemeinwohl erworben haben. Neben der Ehrenbürgerschaft vergibt die Stadt auch eine Bürgermedaille und seit 2012 einen Ehrenring.
Seit 1847 wurden folgende Personen zu Ehrenbürgern ernannt.
Hinweis: Die Daten basieren auf dem Stand des Januar 2012. Die Auflistung erfolgt chronologisch nach Datum der Zuerkennung.

## Die Ehrenbürger der Stadt Kempten (Allgäu)

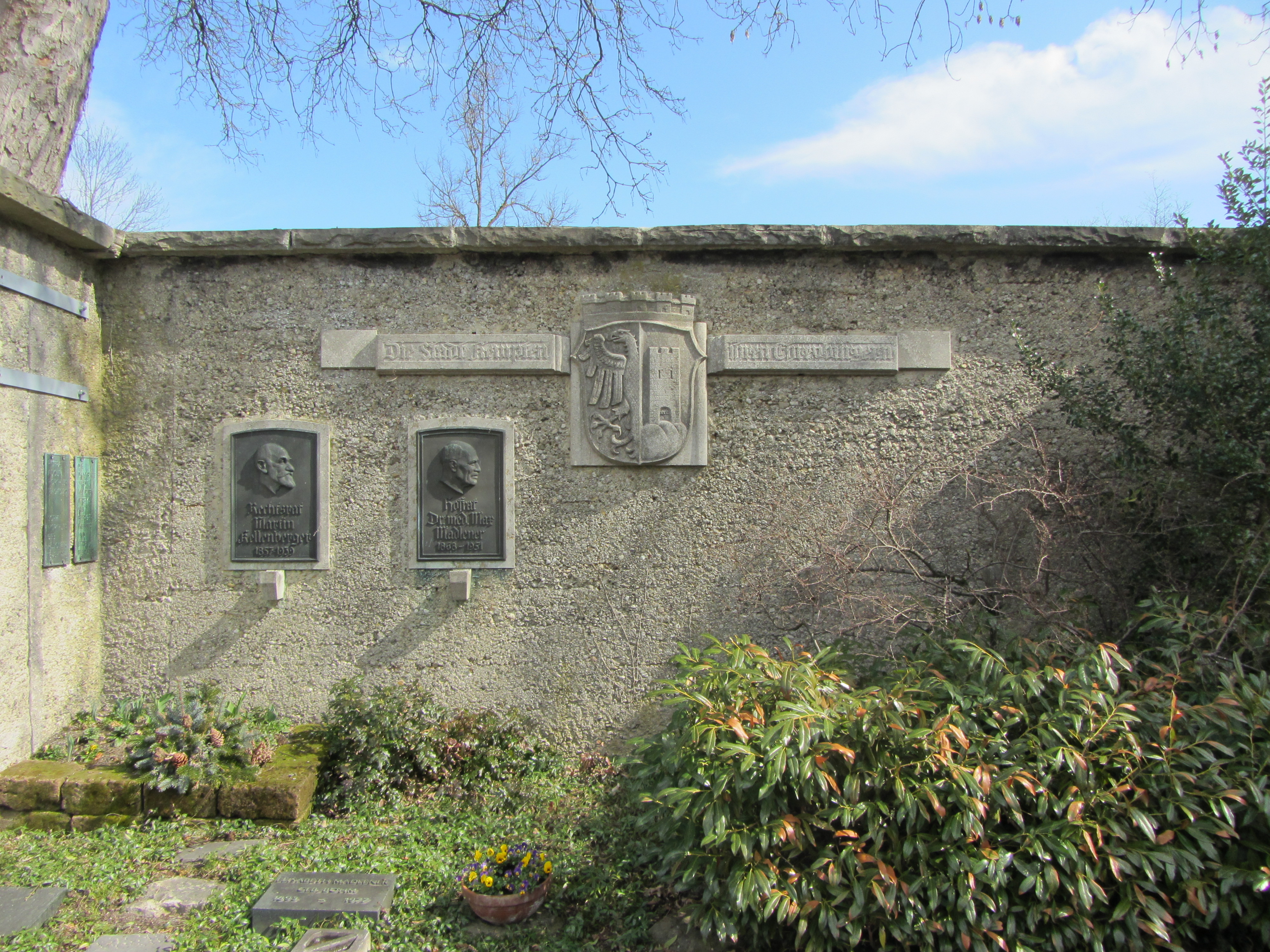
Ehrenmal für die Ehrenbürger von Kempten auf dem Katholischen Friedhof Kempten

1. Peter Gries
Regierungsbaurat
Verleihung am 3. Dezember 1847
Gries wurde für seine Verdienste beim Neubau der Illerbrücke ausgezeichnet.
2. Joseph Völk (* 9. Mai 1819 in Mittelstetten; † 22. Januar 1882 in Augsburg)
Kgl. Advokat
Verleihung am 31. Mai 1880
Völk war von 1871 bis 1881 Reichstags- und von 1855 bis 1882 Landtagsabgeordneter. Für seine Verdienste als Abgeordneter erkannte man ihm die Ehrenbürgerschaft zu.
3. Winfried Hörmann von Hörbach (* 25. Juni 1821; † 21. Oktober 1896)
Regierungspräsident
Verleihung im September 1885
Hörmann wurde für sein Wirken als Volksvertreter zum Ehrenbürger ernannt. Er war auch Ehrenbürger von Memmingen, Augsburg, Günzburg, Lindau (Bodensee) und Nördlingen.
4. Otto von Bismarck
Reichskanzler
Verleihung am 4. März 1895
Bismarck wurde anlässlich seines 80. Geburtstages wie in vielen anderen deutschen Städten zum Ehrenbürger ernannt.
5. Adolf Horchler (* 8. Januar 1849 in Regensburg; † 12. Januar 1929 in Straubing)
Hofrat
Verleihung am 27. Januar 1919
Horchler war von 1881 bis 1919 Bürgermeister von Kempten. Für sein Wirken in diesem Amt wurde ihm die Ehrenbürgerschaft verliehen.
6. Johann Leonhard Kluftinger (* 16. April 1843 in Kempten (Allgäu); † 20. Juli 1930 in Bologna)
Konsul, Großkaufmann
Verleihung am 4. Mai 1923
Kluftinger wurde als Wohltäter geehrt. Ihm ist die Erhaltung der Keckkapelle zu verdanken.
7. Max Förderreuther (* 10. November 1857 in Bamberg; † 11. Februar 1933 in Kempten (Allgäu))
Oberstudiendirektor, Heimatforscher
Verleihung am 3. April 1925
Die Verleihung erfolgte für seine Verdienste als Heimatforscher und Musikleiter.
8. Emil Blenk (* 18. Oktober 1861 in Kempten (Allgäu); † 27. Juni 1941 in Genf)
Großkaufmann
Verleihung am 23. August 1929
Blenk wurde als großer Wohltäter ausgezeichnet.
9. Hermann Esser (* 29. Juli 1900 in Röhrmoos bei Dachau; † 7. Februar 1981 in Dietramszell)
Gründungsmitglied der NSDAP-Ortsgruppe Kempten, nach 1933 zeitweise Bayerischer Staatsminister für Wirtschaft
Verleihung am 28. April 1933
Geehrt als Wegbereiter der nationalsozialistischen Bewegung im Allgäu.[1]
Aberkennung am 2. August 1946
10. Martin Kellenberger (* 4. Mai 1857 in Oberegg; † 30. Mai 1939 in Kempten (Allgäu))
Rechtsrat
Verleihung am 4. Mai 1937
Kellenberger erwarb sich Verdienste als Heimatforscher.
11. Max Madlener d. Ä. (* 9. Januar 1868 in Memmingen; † 17. Mai 1951 in Kempten (Allgäu)) Hofrat Madlener – Ehrenmal für die Ehrenbürger

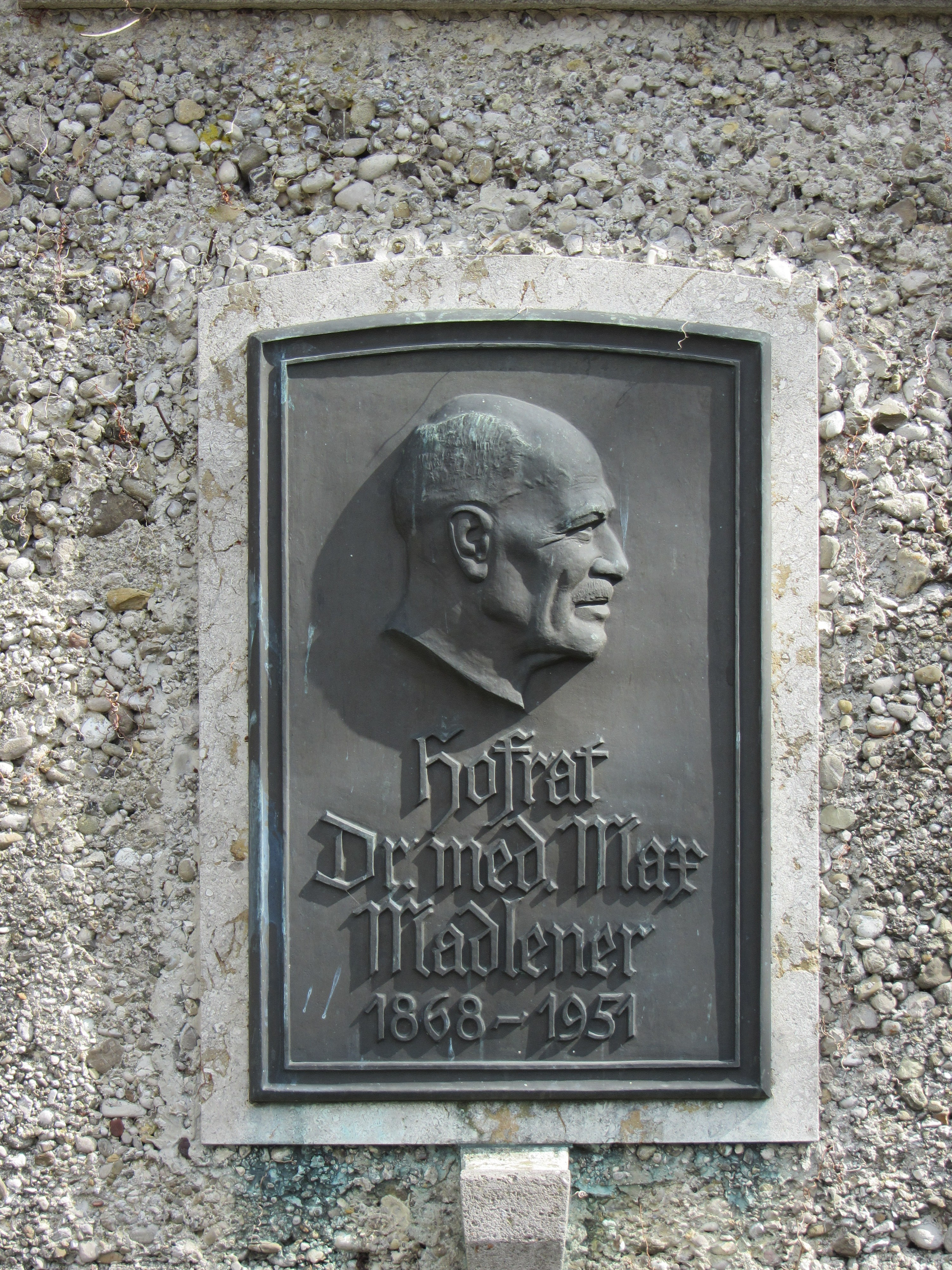
Hofrat Madlener – Ehrenmal für die Ehrenbürger

Hofrat, Chirurg, Chefarzt
Verleihung am 9. Januar 1938
Madlener wurde für seine Verdienste als Chefarzt und für die Einführung des Schneeschuhlaufens im Allgäu zum Ehrenbürger ernannt.
12. August Fischer (* 26. Mai 1901 in Moosburg an der Isar; † 15. Februar 1986 in Kempten(Allgäu))
Oberbürgermeister der Stadt Kempten 1952–1970;
Verleihung am 16. April 1970
Fischer wurde für seine Verdienste als Stadtoberhaupt zum Ehrenbürger der Stadt Kempten ernannt.
13. Alfred Weitnauer (* 1. Februar 1905 in Kempten; † 3. Juni 1974 in Obergünzburg)
1935–1970 Bezirksheimatpfleger von Schwaben
Verleihung am 26. Juli 1973
Weitnauer wurde für seine Verdienste um die Heimatpflege, als Autor über Allgäuer und Kemptener Geschichte und als Verlagsleiter zum Ehrenbürger ernannt.
14. Albert Wehr (* 16. Februar 1895 in Kempten; † 30. Mai 1987 in Kempten (Allgäu))
Zweiter Bürgermeister der Stadt Kempten 1946–1972
Verleihung am 19. Dezember 1974
Wehr wurde für seine Verdienste als Bürgermeister und um die Einführung und weitere Organisationsleitung der Allgäuer Festwoche als Ehrenbürger ernannt.
15. Josef Höß (* 25. Dezember 1931 in Aach im Allgäu)
Oberbürgermeister der Stadt Kempten 1970–1990
Verleihung am 28. Dezember 2011[2]
Höß wurde zu seinem 80. Geburtstag für seine Verdienste als Oberbürgermeister der Stadt Kempten zum Ehrenbürger ernannt.
16. Ulrich Netzer (* 11. April 1955 in Lindenberg im Allgäu)
Oberbürgermeister der Stadt Kempten 1996–2014
Verleihung am 30. April 2025

## Eingemeindete Orte
Im Zuge der Gebietsreform wurden die Gemeinden Sankt Mang und St. Lorenz am 1. Juli 1972 zur Stadt Kempten eingemeindet. Bis zur Eingemeindung wurden folgende Ehrenbürger in den beiden Ortschaften ernannt.

### Ehrenbürger der ehemaligen Gemeinde Sankt Mang
1. Otto Saumweber (* 1858; † 1939)
Oberlehrer
Verleihung am 31. Dezember 1922
2. Thaddäus Köberle (* 1867; † 1953)
Geistlicher Rat
Verleihung am 21. Januar 1928
3. Johann Gebhard (* 1873; † 1955)
Geistlicher Rat
Verleihung am 2. Juni 1928
4. Basilius Schegg (* 1871; † 1956)
Bürgermeister von 1919 bis 1934
Verleihung am 7. Februar 1931
5. Robert Stadelhofer (* 1877; † 1956)
Geistlicher Rat
Verleihung am 27. Juli 1951
6. Franz Xaver Eberspacher (* 1894; † 1985)
Bürgermeister von 1946 bis 1960
Verleihung am 17. Februar 1964
7. Andreas Immler (* 1904; † 1976)
Geistlicher Rat
Verleihung am 15. Juli 1967
8. Anton Huber (* 1899; † 1973)
Geistlicher Rat
Verleihung am 15. Juli 1967

### Ehrenbürger der ehemaligen Gemeinde St. Lorenz
1. Max Glock (* 1862; † 1944)
Hauptlehrer über 27 Jahre
Verleihung im Jahr 1925
2. Josef Weinhart (* 1867; † 1952)
Bürgermeister von 1913 bis 1933
Verleihung im Jahr 1946
3. Anna Eckle (* 1888; † 1951)
Hauptlehrerin an der Schule Heiligkreuz in den Jahren 1909 bis 1951
Verleihung im Jahr 1949
4. Engelbert Albrecht (* 1875; † 1967)
2. Bürgermeister 1913 bis 1933
Verleihung am 13. August 1953
5. Michael Wenz (* 1889; † 1970)
Hauptlehrer und Leiter der Schule 1927 bis 1952, Gemeindechronist
Verleihung am 28. Januar 1959
6. Jakob Zeller (* 1891; † 1971)
Kreisrat, Schulvater von Hirschdorf
Verleihung am 3. Mai 1961
7. Josef Herb (* 1888; † 1974)
Bürgermeister von 1945 bis 1951
Verleihung am 6. März 1968
8. Josef Kammerlander (* 1908; † 1981)
Bürgermeister von 1952 bis 1972
Verleihung am 13. Juni 1972

## Quelle
- Karlheinz Spielmann: Ehrenbürger und Ehrungen in der Bundesrepublik. 1965
- Franz-Rasso Böck, Ralf Lienert, Joachim Weigel: JahrhundertBlicke auf Kempten 1900-2000. Verlag Dannheimer, Kempten, 1999. ISBN 3-88881-035-3